# Biserica Albă, Rahău
Biserica Albă (în ucraineană Біла Церква, în maghiară Fejéregyháza sau, mai recent, Tiszafejéregyháza) este o localitate din Maramureșul de Nord, raionul Teceu, regiunea Transcarpatia, Ucraina. Este situată în apropierea localității Slatina. Are o populație de 3.056 de locuitori (potrivit recensământului din 2003)

## Istoricul localității
Prima atestare documentară despre Biserica Albă datează din 11 august 1373. Regele Ludovic cel Mare al Ungariei a poruncit ca Balc, Drag și Ioan, fiii voevodului Sas, să ia în stăpânire domeniul moșiei Cuhea cu aparținătoarele ei și a moșiilor Biserica Albă și altele.
Prima legendă despre originea denumirii de „Biserica Albă” pornește de la o bisericuță de pe malul râului Tisa care era vopsită în culoarea albă, unde era locul de popas al trecătoriilor care mergeau după sare la Ocna-Slatina.
A doua legendă spune că localitatea își datorează numele bisericii mănăstirii, care avea pereții albi și, aflându-se pe malul mai ridicat al Tisei, se vedea de departe, atrăgând numeroși credincioși.
Documentele expediției arheologice (un grup de arheologi ai Universității Naționale din Ujgorod în colaborare cu specialiști din București) ne arată că pe teritoriul satului a fost o așezare dacică.
Din secolul al XV-lea sunt date care menționează existența unei mănăstiri de la care provine numele locului - Coasta Mănăstirii. Acestei mănăstiri i-a dăruit domnitorul Munteniei, Constantin Brâncoveanu (1668-1714), un potir cu inscripția „dăruit de Vodă Brâncoveanu”. Tot în această mănăstire, cu hramul Înălțarea Domnului, a trăit episcopul Iosif Stoica și, tot aici a fost locul de înmormântare a episcopilor Maramureșului.

## Demografie
Componența lingvistică a comunei Biserica Albă
     Română (97,16%)
     Ucraineană (1,26%)
     Alte limbi (1,15%)
Conform recensământului din 2001, majoritatea populației comunei Biserica Albă era vorbitoare de română (97,16%), existând în minoritate și vorbitori de ucraineană (1,26%).

## Personalități
- Gheorghe Moiș (1894-1965) - preot greco-catolic român, victimă a regimului comunist
- Victoria Darvai (1926-2016) - interpretă de muzică populară din Maramureș